# Acroporium savesianum
Acroporium savesianum là một loài rêu trong họ Sematophyllaceae. Loài này được Tixier mô tả khoa học đầu tiên năm 1986.